# 撲殺天使朵庫蘿
《撲殺天使朵庫蘿》是おかゆまさき寫的輕小說系列，插畫是とりしも，單行本全10卷。2004年於《月刊電擊Comic gao!》上連載由桜瀬みつな作畫的漫畫版。連載開始時就以謎之擬音開始的問題作品，卻意外得到編輯部意料外的人氣。是一部有蘿莉、凶器、萌、小魔女等要素的作品，另外還有《哆啦A夢》的影子。2005年3月OVA化，2005年11月PS2遊戲化，2007年8月二度OVA化。

## 故事簡介
在未来，草壁櫻發明“戀童癖口服液”將全世界女生變為12歲外表。為了改變未來，迷糊的天使朵庫蘿從未來經抽屜跟草壁櫻相遇，但是一來就把可憐不知情的草壁櫻撲殺了。在謎之擬音「嗶嗶嚕嗶嚕嗶嚕嗶嗶嚕嗶—♪」下，草壁櫻從一坨準屍塊又回復到原來的樣子。從此，所謂的正常生活就跟草壁櫻無緣了。

## 人物介紹
草壁櫻（配音：高木禮子）
原本是個除了被女性化的名字之外一切良好的普通國二生，但一切都在朵庫蘿到來後變了樣。因為在未來偶然開發出讓女性保持在十二歲狀態的不老不死藥「戀童癖口服液」，而被未來世界的天使獵殺。有蘿莉控的資質。常常被狼牙棒「伊斯卡利伯」打至身首異處，然後被朵庫蘿復活。
朵庫蘿（三塚井朵庫蘿）（配音：千葉紗子）
名字日文發音音似「髑髏」，外表與聲音都可愛到不行的天然呆蘿莉狀天使，隸屬於「露露提耶」，原本是派來撲殺草壁櫻。但在認知到改變未來的其他方式後，改以騷擾的方式讓櫻的未來改變，並護衛他不被其他人撲殺；但常常一衝動下就撲殺了他。持有的神器是狼牙棒「伊斯卡利伯」。頭頂的天使環有如武士刀一般的鋒利，不能直接用手抓取。在學校成立了木工黏膠社，社團活動是盯著木工黏膠直到它乾掉。擅長模仿千葉紗子。身高：153CM 三圍：85/52/81
水上靜希（配音：川澄綾子）
櫻的青梅竹馬兼同班同學，成績好且溫柔體貼。櫻對其有好感。
莎芭多（三橋檎莎芭多）（配音：釘宮理惠）
頭上有兩隻像綿羊般彎角的天使，隸屬於「露露提耶」，在朵庫蘿之後被派來撲殺的任務。在撲殺失敗後，住在橋下的厚紙版屋（後來被水沖走，目前住在打工場地），常常維持可憐兮兮的狀態，有神秘人「白色超商購物袋的神秘客」資助她的生活（真面目為櫻）。武器是連鯨魚都能瞬殺的超電磁電擊棒「杜林達特」。
莎庫蘿（三塚井莎庫蘿）（配音：渡邊明乃）
名字日文發音音似「石榴」，朵庫蘿的妹妹，隸屬於「露露提耶」，軍裝熟女造型，左眼上有一個皮帶眼罩，外表年齡十八歲，實際年齡九歲。負責監視櫻。武器是殺人濕毛巾「艾卡爾薩克斯」。
虛無貝諾姆（配音：出野明日香）
名字日文發音音似「毒物」，隸屬於「施維力奇」，負責為「露露提耶」的天使進行每年一次的點名和兩年一次的健康檢查。身上帶著裝有致命毒物的「毒藥蟲毒壺‧謎命蠱」，常常不經意地將手伸入，因此雙手為毒手，只要被碰到就有生命危險（毒素用水即可洗掉）。目前在櫻的學校保健室當護士，寄住靜希家中。
殘斯（配音：飛田展男）
支持朵庫蘿的男性天使，戴墨鏡，雞冠頭，超迷戀幼稚園生的蘿莉控。有著許多道具跟使用的知識，但是多利用主角的不幸來滿足收集朵庫蘿等人cosplay照片的目的，因此櫻對他是一見就扁的態度。

## 出版書籍

### 小說
由ASCII Media Works的輕小說文庫系列電撃文庫於2003年6月10日至2007年10月10日发行，中文版由台湾角川发行。
| 冊數 | ASCII Media Works | ASCII Media Works      | 台灣角川       | 台灣角川               |
| 冊數 | 發售日期          | ISBN                   | 發售日期       | ISBN                   |
| ---- | ----------------- | ---------------------- | -------------- | ---------------------- |
| 1    | 2003年6月10日     | ISBN 4-8402-2392-0     | 2005年11月25日 | ISBN 978-986-7189-83-7 |
| 2    | 2003年10月10日    | ISBN 4-8402-2490-0     | 2006年3月25日  | ISBN 978-986-174-049-2 |
| 3    | 2004年3月10日     | ISBN 4-8402-2637-7     | 2006年5月10日  | ISBN 978-986-174-078-2 |
| 4    | 2004年9月10日     | ISBN 4-8402-2784-5     | 2006年7月19日  | ISBN 978-986-174-120-8 |
| 5    | 2005年3月10日     | ISBN 4-8402-2994-5     | 2006年10月19日 | ISBN 978-986-174-178-9 |
| 6    | 2005年9月10日     | ISBN 4-8402-3143-5     | 2007年1月19日  | ISBN 978-986-174-257-1 |
| 7    | 2006年3月10日     | ISBN 4-8402-3343-8     | 2007年3月29日  | ISBN 978-986-174-300-4 |
| 8    | 2006年9月10日     | ISBN 4-8402-3548-1     | 2007年6月25日  | ISBN 978-986-174-383-7 |
| 9    | 2007年3月10日     | ISBN 4-8402-3756-5     | 2007年12月20日 | ISBN 978-986-174-558-9 |
| 10   | 2007年10月10日    | ISBN 978-4-8402-4030-7 | 2008年9月5日   | ISBN 978-986-174-818-4 |

- （致敬集）

2006年6月10日發售、ISBN 4-8402-3443-4

### 漫畫
撲殺天使朵庫蘿
| 冊數 | MediaWorks    | MediaWorks         | 台灣角川       | 台灣角川           |
| 冊數 | 發售日期      | ISBN               | 發售日期       | ISBN               |
| ---- | ------------- | ------------------ | -------------- | ------------------ |
| 1    | 2005年3月26日 | ISBN 4-8402-3016-1 | 2005年12月15日 | ISBN 986-718-975-2 |
| 2    | 2005年9月27日 | ISBN 4-8402-3196-6 | 2006年6月30日  | ISBN 986-174-022-8 |
| 3    | 2006年3月27日 | ISBN 4-8402-3421-3 | 2006年8月23日  | ISBN 986-174-136-4 |

撲殺天使朵庫蘿Refill（撲殺天使ドクロちゃん りぴる）
| 冊數 | MediaWorks→ ASCII Media Works | MediaWorks→ ASCII Media Works | 台灣角川      | 台灣角川               |
| 冊數 | 發售日期                      | ISBN                          | 發售日期      | ISBN                   |
| ---- | ----------------------------- | ----------------------------- | ------------- | ---------------------- |
| 1    | 2007年8月27日                 | ISBN 978-4-8402-4015-4        | 2009年4月24日 | ISBN 978-986-237-009-4 |
| 2    | 2008年2月27日                 | ISBN 978-4-8402-4225-7        | 2009年9月23日 | ISBN 978-986-237-284-5 |
| 3    | 2008年12月17日                | ISBN 978-4-04-867322-8        |               |                        |

## OVA

### 各話標題
| 話數   | 標題                             | 腳本   | 分鏡     | 演出     | 作畫監督   |
| 第一期 | 第一期                           | 第一期 | 第一期   | 第一期   | 第一期     |
| ------ | -------------------------------- | ------ | -------- | -------- | ---------- |
| 1      | 我是撲殺天使！朵庫蘿！           | 水島努 | 水島努   | 水島努   | 谷口淳一郎 |
| 2      | 來自未來的刺客！朵庫蘿！         | 水島努 | 水島努   | 水島努   | 谷口淳一郎 |
| 3      | 邱比特之戀！朵庫蘿！             | 水島努 | 常磐一郎 | 常磐一郎 | 山内尚樹   |
| 4      | 新電影院的天堂行！朵庫蘿！       | 水島努 | 常磐一郎 | 常磐一郎 | 山内尚樹   |
| 5      | 去森林上學！朵庫蘿！             | 水島努 | 寺東克己 | 高橋順   | 増田誠治   |
| 6      | 勇氣的測驗！朵庫蘿！             | 水島努 | 高橋順   | 高橋順   | 山内尚樹   |
| 7      | 是莎庫蘿！朵庫蘿！               | 水島努 | 水島努   | 水島努   | 谷口淳一郎 |
| 8      | 該說再見了！朵庫蘿！             | 水島努 | 水島努   | 水島努   | 谷口淳一郎 |
| 第二期 |                                  |        |          |          |            |
| 1      | 寫生大會呦！朵庫蘿！             | 水島努 | 水島努   | 水島努   | 山内尚樹   |
| 2      | 噗咕噗咕洗刷洗刷大作戰！朵庫蘿！ | 水島努 | 水島努   | 水島努   | 羽生貴之   |
| 3      | 事件是在密室裡發生的！朵庫蘿！   | 水島努 | 山本寛   | 山本寛   | 三間カケル |
| 4      | 情人節之吻喲！朵庫蘿！           | 水島努 | 常磐一郎 | 水島努   | 山内尚樹   |

### 主題曲
- 片頭曲

（第1期）「撲殺天使ドクロちゃん」
作詞: 水島努 / 作曲・編曲: 高木隆次 / 歌: 朵庫蘿（千葉紗子）
（第2期）「撲殺天使ドクロちゃん2007」
作詞: 水島努 / 作曲・編曲: 高木隆次 / 歌: 朵庫蘿（千葉紗子）
- 片尾曲

（第1期）「SURVIVE」
作詞: 枯堂夏子 / 作曲・編曲: あきづきかおる / 歌: 朵庫蘿（千葉紗子）
（第2期）「撲殺音頭でドクロちゃん」
作詞: おかゆまさき /　作曲: 水島努 /　編曲: 高木隆次 /　歌: 朵庫蘿（千葉紗子）

## 外部連結
- .   [2007-01-17]. （原始内容存档于2008-05-20）. （日語）
- .   [2007-01-17]. （原始内容存档于2008-07-30）.（日語）
- .   [2007-01-17]. （原始内容存档于2010-07-02）.（遊戲版網站）（日語）